# 王震 (天順進士)
王震（1430年—？），字文豫，直隸揚州府高郵州人，明朝政治人物。進士出身。

## 生平
應天府鄉試第七十六名。天順四年（1460年）庚辰科會試第十二名，殿試登進士第二甲第三十三名。

## 家族
曾祖王福。祖父王勝。父亲王理。